# كريستوف بيرا
كريستوف بيرا (بالإنجليزية: Christophe Berra)‏ (مواليد 31 يناير 1985 في إدنبرة - إسكتلندا) لاعب كرة قدم إسكتلندي يلعب حاليا لصالح نادي الدرجة الممتازة وولفرهامبتون واندررز الإنجليزي منذ 2009 في مركز قلب الدفاع . .

## مسيرته الكروية
لعب كريستوف بيرا خلال مسيرته الاحترافية مع 4 أندية في تسعة عشر موسمًا وسجل خلالها 21 هدفًا ضمن 525 مباراة. حيث فاز في موسم واحد بالكأس ولم يفز بأي دوري.
خاض كريستوف بيرا مسيرته مع نادي هارت أوف ميدلوثيان في موسم 2003–04 في المرة الأولى ليلعب معه ستة مواسم ثم في موسم 2017–18 واستمر معه طيلة ثلاثة مواسم، مشاركًا طوالها في 204 مباراة سجل خلالها 7 أهداف. ثم انتقل إلى نادي وولفرهامبتون واندررز في موسم 2008–09 ليلعب معه خمسة مواسم، حيث شارك في 141 مباراة ولم يسجل أي هدف. لينتقل بعدها إلى نادي إيبسويتش تاون في موسم 2013–14 ليلعب معه أربعة مواسم، مشاركًا في 174 مباراة سجل خلالها 14 هدفًا. ثم انتقل إلى نادي دندي في موسم 2019–20 لمدة موسم واحد، مشاركًا في 6 مباريات ولم يسجل أي هدف.

## روابط خارجية
- كريستوف بيرا على موقع الاتحاد الأوربي (الإنجليزية)
- كريستوف بيرا على موقع الاتحاد الإسكتلندي (الإنجليزية)
- كريستوف بيرا على موقع قاعدة بيانات كرة القدم.إي يو (الإنجليزية)
- كريستوف بيرا على موقع ناشيونال فوتبول تيمز (الإنجليزية)
- كريستوف بيرا على موقع Soccerbase.com (لاعب) (الإنجليزية)
- كريستوف بيرا على موقع Soccerway.com (الإنجليزية)
- كريستوف بيرا على موقع عالم كرة القدم.نت (الإنجليزية)
- كريستوف بيرا على موقع كووورة